# بینز میل (ویرجینیای غربی)
بینز میل (به انگلیسی: Beans Mill) یک منطقهٔ مسکونی در ایالات متحده آمریکا است که در شهرستان آپشور، ویرجینیای غربی واقع شده‌است. بینز میل ۵۴۰٫۱۱ متر بالاتر از سطح دریا واقع شده‌است.